# Лейк-Кларк-Шорс (Флорида)
Лейк-Кларк-Шорс (англ. Lake Clarke Shores) — місто (англ. town) в США, в окрузі Палм-Біч штату Флорида. Населення — 3564 особи (2020).

## Географія
Лейк-Кларк-Шорс розташований за координатами 26°38′44″ пн. ш. 80°4′31″ зх. д. / 26.64556° пн. ш. 80.07528° зх. д. (26.645628, -80.075276).  За даними Бюро перепису населення США в 2010 році місто мало площу 2,66 км², з яких 2,50 км² — суходіл та 0,15 км² — водойми.

## Демографія
Згідно з переписом 2010 року, у місті мешкало 3376 осіб у 1392 домогосподарствах у складі 960 родин. Густота населення становила 1271 особа/км².  Було 1467 помешкань (552/км²).
Расовий склад населення:
| - 90,1 % — білих - 2,7 % — чорних або афроамериканців - 1,5 % — азіатів - 0,1 % — вихідців з тихоокеанських островів - 0,1 % — корінних американців - 3,1 % — осіб інших рас |

До двох чи більше рас належало 2,5 %. Частка іспаномовних становила 24,7 % від усіх жителів.
За віковим діапазоном населення розподілялося таким чином: 19,3 % — особи молодші 18 років, 62,9 % — особи у віці 18—64 років, 17,8 % — особи у віці 65 років та старші. Медіана віку мешканця становила 46,5 року. На 100 осіб жіночої статі у місті припадало 93,6 чоловіків;  на 100 жінок у віці від 18 років та старших — 93,5 чоловіків також старших 18 років.
Середній дохід на одне домашнє господарство  становив 85 085 доларів США (медіана — 67 052), а середній дохід на одну сім'ю — 91 679 доларів (медіана — 76 510). За межею бідності перебувало 8,2 % осіб, у тому числі 10,0 % дітей у віці до 18 років та 2,5 % осіб у віці 65 років та старших.
Цивільне працевлаштоване населення становило 1773 особи. Основні галузі зайнятості: освіта, охорона здоров'я та соціальна допомога — 19,0 %, науковці, спеціалісти, менеджери — 17,3 %, роздрібна торгівля — 13,2 %, мистецтво, розваги та відпочинок — 11,5 %.